# پارک ملی سلندسه هوولفرش
پارک ملی سلندسه هوولفرش (به هلندی: Nationaal Park Sallandse Heuvelrug) یک منطقهٔ مسکونی و جنگل در هلند است که در ریسن-هولتن واقع شده‌است.